# بركليس (كورنوال)
بركليس (بالإنجليزية: Porkellis)‏ هي قرية تقع في المملكة المتحدة في كورنوال.